# Xã Adrian, Quận Jackson, Kansas
Xã Adrian (tiếng Anh: Adrian Township) là một xã thuộc quận Jackson, tiểu bang Kansas, Hoa Kỳ. Năm 2010, dân số của xã này là 176 người.